# (33873) 2000 JS52
2000 JS52 (asteroide 33873) é um asteroide da cintura principal. Possui uma excentricidade de 0.26599530 e uma inclinação de 7.39713º.
Este asteroide foi descoberto no dia 9 de maio de 2000 por LINEAR em Socorro.